# Frédéric Chausson
Pour les articles homonymes, voir Chausson (homonymie).
Ne doit pas être confondu avec Louis Chausson.
Frédéric Chausson, né le 21 juillet 1831 à Noville et mort le 4 mars 1876 à Aigle, est une personnalité politique suisse, membre de la Gauche Libérale (futur parti radical-démocratique). Il est député du canton de Vaud au Conseil national de 1875 à sa mort.

## Biographie
Frédéric Chausson naît le 21 juillet 1831 à Noville, dans le canton de Vaud. Protestant, originaire de Noville et Rennaz, il est le fils de Samuel Alexandre Chausson, député au Grand Conseil vaudois et juge au tribunal du district d'Aigle, et de Susanne Marguerite Bertholet. Il épouse Marie-Sophie Maison.
Après des études de droit à l'académie de Lausanne, il exerce comme notaire à Aigle de 1856 à sa mort. Il est en outre greffier-substitut du tribunal civil du district d'Aigle en 1854, greffier du tribunal de police en 1858 et du tribunal civil de 1858 à sa mort, juge au tribunal militaire de 1860 à 1861, suppléant du grand juge en 1869 et grand juge de 1872 à 1873. Il est de plus membre du synode de l'Église réformée de 1872 à 1875 (ou 1876). Il obtient en 1866 le grade de major dans l'armée suisse et est, en 1869, commandant de bataillon.

### Carrière politique
Membre des Radicaux/Gauche Libérale (aile gauche du parti libéral), il est conseiller national de 1875 à sa mort l'année suivante,.

## Liens
- Notice dans un dictionnaire ou une encyclopédie généraliste :   - Dictionnaire historique de la Suisse
- Notices d'autorité :   - VIAF
  - GND